# Garden Party (film)
Garden Party to niezależny amerykański film fabularny z 2008 roku, napisany i wyreżyserowany przez Jasona Freelanda.

## Opis fabuły
Film ukazuje losy grupy mieszkańców Los Angeles, które krzyżują się ze sobą w różnych sytuacjach. Sally jest agentką nieruchomości, która dowiaduje się, że wykonane w przeszłości zdjęcia pornograficzne z jej udziałem trafiły do sieci. Nathan jest młodym gejem, który przybył do Kalifornii z Nebraski, by spełnić swoje marzenia; pracuje dla Sally. April to nastolatka wychowująca się w patologicznym domu. Zamieszkuje u kuzynki w Hollywood i zdobywa pracę modelki erotycznej.

## Obsada
- Vinessa Shaw − Sally St. Claire
- Willa Holland − April
- Richard Gunn − Todd
- Alexander Cendese − Nathan
- Erik Smith − Sammy
- Patrick Fischler − Anthony
- Tierra Abbott − Lana
- Christopher Allport − Davey
- Jennifer Lawrence − Tiffany